# اندیس آنومالی کنگرو ۱
آنومالی کنگرو ۱ یک اندیس فلزی است که در حوالی شهر جبال بارز استان کرمان قرار دارد و مادهٔ معدنی موجود در آن، طلا است.  در این اندیس، پاراژنز‌های شئلیت، گالن، پیریت، باریت، زیرکن، آپاتیت، هماتیت، منیتیت، اپیدوت، لیمونیت، پیرومورفیت یافت می‌شوند.